# Aland (ort)
Aland är en ort i Indien.   Den ligger i distriktet Gulbarga och delstaten Karnataka, i den centrala delen av landet, 1 200 km söder om huvudstaden New Delhi. Aland ligger 499 meter över havet och antalet invånare är 39 064.
Terrängen runt Aland är platt. Runt Aland är det ganska tätbefolkat, med 179 invånare per kvadratkilometer. Aland är det största samhället i trakten. Trakten runt Aland består till största delen av jordbruksmark.